# Paddy Kroetz

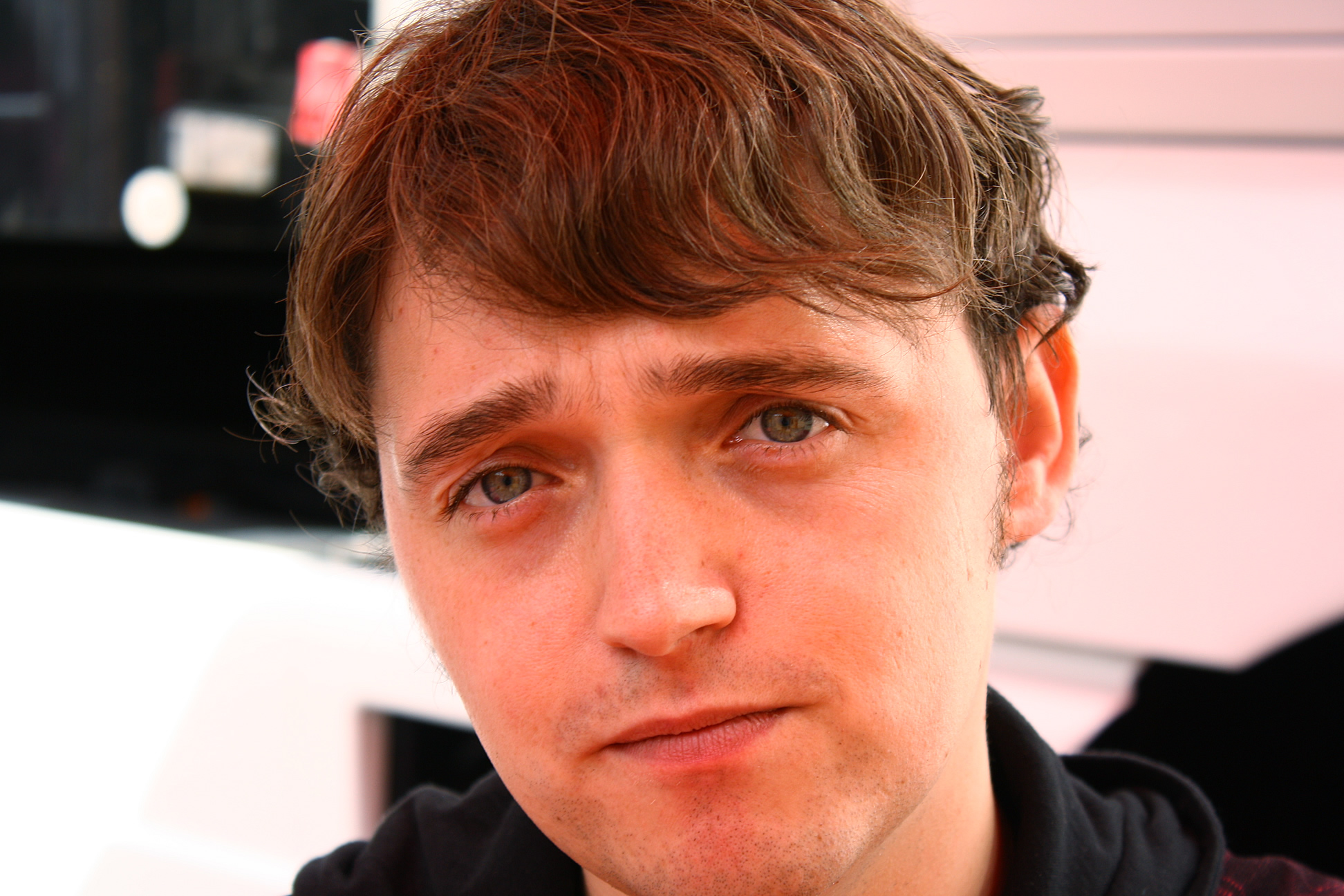
Paddy Kroetz, 2009

Logo der Band Die Coverlire

Patrick „Paddy“ Kroetz (* 23. August 1978 in Dillenburg) ist ein deutscher Fernsehmoderator, Reporter, Webvideoproduzent und Musiker, der von 1999 bis 2018 bei dem Fernsehsender Super RTL zu sehen war.

## Leben und Karriere
Kroetz war in seiner Kindheit und Jugend in Gönnern im Hessischen Hinterland durch Stottern gehandicapt. Er drehte von 1994 bis 1997 mit einer Hi8-Kamera zusammen mit Freunden seine eigene Home-TV-Show namens „extrem.shitzophren“ mit Sketchen und Interviews mit Prominenten. Alle zwei Monate produzierte er eine neue Ausgabe und verschickte diese an verschiedene Fernsehsender und Redaktionen. Selbstsicher präsentierte er sich als „Erster stotternder Moderator“. Er besuchte parallel zunächst die Hinterlandschule in Niedereisenhausen und später die höhere Handelsschule in Biedenkopf.
Wegen seines außergewöhnlichen Hobbys wurde er in den 1990er Jahren in verschiedene Talkshows eingeladen. Von 1997 bis 1998 absolvierte er ein Volontariat bei Nickelodeon und erfüllte sich damit den Traum vom hauptberuflichen Moderator, wofür eine gerade begonnene Lehre beim Modehaus Krug in Breidenbach abbrach und nach Köln zog. Er arbeitete als „rasender Reporter“ und produzierte über 100 Einspieler von „Paddy auf Achse“. Den Zusatz „Erster stotternder Moderator“ legte er jedoch ab, da sich die Kamera mehr und mehr zu seiner ganz eigenen Therapie entwickelte. In dieser Zeit interviewte er u. a. die Backstreet Boys, Aaron Carter, Judith Hildebrandt oder verschiedene Spieler des FC Bayern München.
1999 moderierte und produzierte er für Super RTL die vierstündige Silvestershow „Popcorn Live“ in der Kölnarena und interviewte dabei Stars wie Scooter, Loona oder Oli.P. Diese Sendung ist noch viele Jahre später immer wieder an Silvester wiederholt worden, weshalb sie Kroetz als das Dinner for One von Super RTL bezeichnet. Im Sommer 2000 wurde aus „Paddy auf Achse“ die Sendung „Paddy On Tour“. Er moderierte das erste Ferienprogramm von Super RTL auf Mallorca. Die Dreharbeiten auf der Insel im Sommer 2000 dauerten insgesamt sieben Wochen.
Super RTL nahm Paddy Kroetz bis Ende 2009 unter Vertrag. Zusätzlich zu „Paddy On Tour“ moderierte er zusammen mit Nina Moghaddam von 2002 bis 2008 die Kindersendung Toggo TV. Außerdem kommen regelmäßig Projekte wie „Glückstag“, „Erfindertag“, die Toggotour oder „Halloween“ hinzu. Er produziert in seiner Freizeit Musikvideos und Livevideos. Kroetz ist seit 1993 Punkrock-Fan. 2004 sorgte er dafür, dass die seit 2001 aufgelöste schwedische Band No Fun At All für ein Reunion-Konzert in der bekannten Kölner Konzertlocation „Underground“ spielte. Das Konzert war innerhalb von nur acht Tagen ausverkauft. Es war auch der Anstoß für die Wiedervereinigung der Band, die Ende 2008 mit „Low Rider“ ein neues Album veröffentlichte.
2006 produzierte er auf eigene Faust eine Comedy-Pilot-Sendung „Ready, Paddy, Show!“. Super RTL fand Gefallen an der Idee, woraufhin drei Episoden produziert wurden. Er verfasste als Autor alle Drehbücher. Gedreht wurde in seiner Einzimmerwohnung im Agnesviertel in Köln. Der Regisseur Matthias Schwab fungierte als Co-Produzent. Paddy Kroetz wurde 2007 für die „Ready, Paddy, Show!“ für den Adolf-Grimme-Preis nominiert.
2007/2008 erfüllte sich Kroetz einen weiteren, musikalischen Traum. Er lernte Gitarre spielen, stellte eine Coverband zusammen (Die Coverlire), nahm eine professionelle CD auf („Das wird ein Nachspiel haben“) und organisierte ein Geheimkonzert seiner Lieblingsband Millencolin im Kölner „Underground“. Bei diesem Konzert am 17. März 2008 trat er mit „Die Coverlire“ als Vorgruppe auf. Weitere Bands an diesem Abend waren Itchy, SPN-X, 3 Feet Smaller und die aus Kroetz’ Heimatdorf Gönnern stammenden The Earwix. Die CD „Das wird ein Nachspiel haben“ war auf 500 Stück limitiert. Sie enthält größtenteils Kroetz’ Lieblingssongs. Unter anderem wurden Stücke von NOFX, Social Distortion, No Use for a Name, Die Ärzte, Randy, Helloween, The Doors und der Titelsong der Sitcom King of Queens nachgespielt. Die deutschen Synchronsprecher von Doug, Carry und Arthur sprechen das Intro auf der CD.
Am 30. September 2008 kam der erste Band der Kinderbuchreihe „Die Abenteuer der Rasselbande“ auf den Markt, bei der er für die Geschichte zuständig ist. Das illustrierte Buch beinhaltet auch noch eine Audio-CD mit Musikstücken für die sich der Musiker Hans-Jörg Fischer (The Busters, Farin Urlaub Racing Team) verantwortlich zeigt.
Seit dem 9. September 2011 ist das Album Just Another Damn Mixtape von „Die Coverlire“ im Handel. Als Gäste auf der CD konnten Sibbi von Itchy, Nico von K.I.Z, Costa von Sondaschule und Ron von The Busters gewonnen werden.
Zurzeit ist er gemeinsam mit Henning Harperath Moderator von retro-tv, einer unregelmäßig stattfindenden Online-Sendung über alte Fernsehsendungen. Die Sendung wurde 2010 für den Grimme Online Award nominiert und machte den zweiten Platz beim Publikumspreis.
Die Zusammenarbeit mit Super RTL wurde Ende November 2018 vonseiten des TV-Senders ohne Angabe von Gründen beendet. Seit Anfang 2019 veröffentlicht er Videos auf seinem YouTube-Kanal Paddy’s Microkosmos. Seit Juli 2019 moderiert er das Magazin Paddys Retrokosmos auf dem kostenpflichtigen Portal Massengeschmack-TV.
Außerdem ist Kroetz als Botschafter für das Delphin-Netzwerk tätig.